# Alan Ball
James Alan Ball (Farnworth, Lancashire, 12 de mayo de 1945-Warsash, Hampshire, 25 de abril de 2007), fue un jugador de fútbol inglés, campeón de la Copa Mundial de Fútbol de 1966.

## Biografía
Nacido el 12 de mayo de 1945 en Farnworth. 
Su primer partido en la Premier League fue a los 17 años y 4 años más tarde fue campeón del mundo.
El traspaso del Blackpool FC al Everton FC por 111.000 libras (161.485 euros), récord por entonces. 
Estuvo 22 años jugando como profesional, vistiendo 72 veces la camiseta inglesa.
A los 41 años fichó por el equipo canadiense del Vancouver Whitecaps donde se retiró.
Fue nombrado en 2000 miembro de la Orden del Imperio Británico por su contribución al fútbol.
Falleció el 24 de abril de 2007 de un ataque cardíaco tras la semifinal de la Champions League entre el Manchester United - AC Milan a los 61 años de edad.